# Valentin Härtl
Valentin Georg Härtl (* 20. Juni 1894 in Aschaffenburg; † 13. August 1966 in München) war ein deutscher Bratschist und Violinist.

## Leben
Er war der Sohn des Lokomotivführers August Härtl und der Elisabeth Härtl, geb. Hembt. Nach seinem Abitur am Aschaffenburger humanistischen Gymnasium studierte Härtl in den Jahren 1910 bis 1912 am Hoch’schen Konservatorium in Frankfurt am Main bei Adolf Rebner, gemeinsam mit Paul Hindemith, mit dem ihn eine lebenslange Freundschaft verband. 1913/1914 war er an der Akademie für Tonkunst in München Schüler der Meisterklasse von Professor Felix Berber.
Nach dem Ersten Weltkrieg ging er 1918 als Violinlehrer zurück nach Aschaffenburg. Ab 1919 bis zu seinem Tod lehrte er, ab 1925 als Professor, an der Akademie für Tonkunst, der späteren Hochschule für Musik und Theater München.
Valentin Härtl war Mitglied vieler bedeutender Kammermusik-Ensembles: zusammen mit seinen Akademie-Kollegen Johannes Hegar (Violoncello), Anton Huber (Violine) und seinem früheren Lehrer Felix Berber (Violine) in dessen „Berber-Quartett“, im "Münchner Violenquintett,  im „H-Trios“ (Huber-Härtl-Hindemith) und im  Stross-Quartett. Mitglied in Karl Richters „Bach-Orchester“.galt er als eine über Jahrzehnte hinweg nicht aus dem Münchner Konzertleben wegzudenkende „Institution“.
Er heiratete im Oktober 1941 in München die 13 Jahre jüngere Elisabeth von Brasch, Tochter des Bankdirektors Arved von Brasch und dessen erster Ehefrau Alice Bircher, wurde aber schon 1946 wieder von ihr geschieden. Am 7. Dezember 1946 heiratete er ebenfalls in München Ruth Blatter und hatte mit ihr die beiden Kinder Cornelia und Wolfgang.
Härtl starb 1966 während eines Urlaubes in Italien.